# All You Need Is Cash
All You Need Is Cash (ook bekend als The Rutles) is een Britse televisiefilm/mockumentary uit 1978. De film behandelt de carrière van de fictieve Britse rockband The Rutles, een parodie op The Beatles. De film werd geproduceerd door Eric Idle en Lorne Michaels, en geregisseerd door Idle en Gary Weis.
De film maakte zijn debuut op NBC op 22 maart 1978, en scoorde tijdens de eerste uitzending de slechtste kijkcijfers van die week. In het Verenigd Koninkrijk deed de film het duidelijk beter.

## Verhaal
De film wordt gepresenteerd als een documentaire over de geschiedenis van The Rutles, waarbij een journalist genaamd Dirk McQuickly de kijker meeneemt naar bekende locaties die aan The Rutles zijn verbonden. Ook krijgt men optredens van The Rutles te zien.
De muziek en gebeurtenissen uit het leven van the Rutles zijn vrijwel gelijk aan die van The Beatles, maar altijd met een satirische of komische wending. Zo wordt de animatiefilm Yellow Submarine geparodieerd als Yellow Submarine Sandwich, en het lied "Get Back" als "Get Up And Go".

## Rolverdeling
| Acteur          | Personage                                                  |
| --------------- | ---------------------------------------------------------- |
| Eric Idle       | Dirk McQuickly / Narrator / Stanley J. Krammerhead III,Jr. |
| John Halsey     | Barry Wom (Barrington Womble)                              |
| Ricky Fataar    | Stig O'Hara                                                |
| Neil Innes      | Ron Nasty                                                  |
| Michael Palin   | Eric Manchester, Rutle Corp. Press Agent / Lawyer          |
| George Harrison | The Interviewer                                            |
| Bianca Jagger   | Martini McQuickly                                          |
| John Belushi    | Ron Decline, the most feared promoter in the world         |
| Dan Aykroyd     | Brian Thigh, ex-record producer who turned down the Rutles |
| Gilda Radner    | Mrs. Emily Pules                                           |
| Bill Murray     | Bill Murray the K.                                         |
| Gwen Taylor     | Mrs. Iris Mountbatten / Chastity                           |
| Ron Wood        | Hell's Angel                                               |
| Terence Bayler  | Leggy Mountbatten                                          |
| Henry Woolf     | Arthur Sultan, the Surrey Mystic                           |
| Ollie Halsall   | Leppo, the "fifth Rutle"                                   |
| Mick Jagger     | Himself, being interviewed throughout the documentary      |
| Paul Simon      | Himself, being interviewed throughout the documentary      |

## Achtergrond
All You Need Is Cash was een van de eerste mockumentaryfilms, en diende onder andere als inspiratie voor This Is Spinal Tap uit 1984.
The Rutles werden gespeeld door Idle, John Halsey, Ricky Fataar, en Neil Innes. De band verscheen al eerder in een sketch in Idle's programma Rutland Weekend Television. De sketch werd ook in Amerika uitgezonden als onderdeel van Saturday Night Live.
All You Need Is Cash is voornamelijk een aaneenschakeling van grappen en losse stukjes, die elk een ander deel van het verhaal van The Rutles onthullen. De stukjes worden verbonden door de soundtrack van Neil Innes, die 19 nummers voor de film schreef. 14 daarvan werden uitgebracht op de soundtrack van de film.
De film is ook noemenswaardig vanwege de vele cameo’s van zowel Britse als Amerikaanse komieken. Zo zijn leden van Monty Python, Saturday Night Live en Rutland Weekend Television in de film te zien. Het bekendste cameo is die van George Harrison als een tv-journalist die een interview afneemt terwijl achter hem het kantoor van Rutle Corps wordt leeggeroofd.
De film is ook uitgebracht op dvd. In 2002 kreeg de film een vervolg getiteld The Rutles 2: Can't Buy Me Lunch.